# Дисторшн

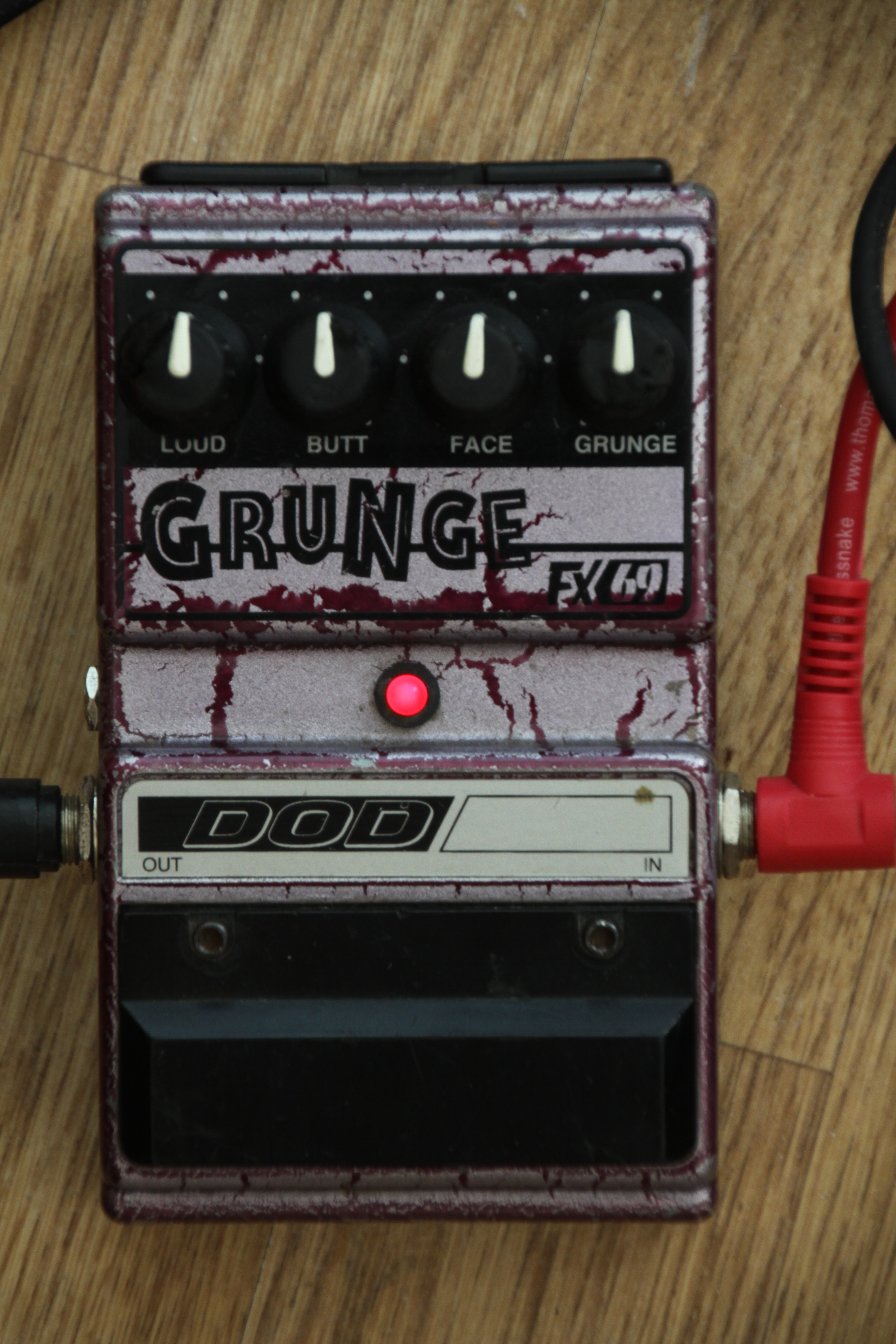
Гитарная педаль с дисторшн-эффектом

Дисто́ршн (также «дисто́шн», «дисто́рция», англ. distortion — искажение) — звуковой эффект, достигаемый искажением сигнала путём его «жёсткого» ограничения по амплитуде, или устройство, обеспечивающее такой эффект. Наиболее часто применяется в таких музыкальных стилях, как хард-рок, метал и панк-рок в сочетании с электрогитарой, а также в хардкор-техно и особенно в спидкоре и брейккоре с драм-машиной. Иногда этим термином обозначают группу однотипных звуковых эффектов (овердрайв, фузз и прочие), реализующих нелинейное искажение сигнала. Их также называют эффектами «перегруза», а соответствующие устройства — «искажателями».
Кроме электрогитары эффект применяют и с другими инструментами, например с бас-гитарой. Для бас-гитар применяются особые «искажатели», поскольку «искажатели» для гитар, в большинстве случаев, портят басовый звук, срезая значительную часть важных для него низких частот. Альтернативный вариант обработки бас-гитары заключается в использовании обычного «искажателя» и смешении чистого и обработанного сигналов в равной пропорции. «Искажатели» применяют также для обработки вокала и смычковых инструментов.
Эффект дисторшн как компонент присутствует в синтезаторах, эффект-процессорах и компьютерных программах для обработки звука.

## Принцип действия

### «Перегрузка» усилителей

Получение эффекта искажения

Эффект дисторшн является частным случаем клиппинга. В основе эффекта лежит свойство как ламповых, так и транзисторных усилителей вносить нелинейные искажения в сигнал, особенно если тот близок к максимально возможному для конкретного усилителя. От простого клиппинга перегруз (особенно лампового многокаскадного усилителя) отличается тем, что выходной сигнал имеет сложную зависимость спектральных компонентов от амплитуды и спектрального состава входного сигнала в отличие от элементарного ограничителя. Традиционно звук перегруза лампового усилителя ценится выше звука перегруза транзисторного усилителя.
Как правило, слабый входной сигнал усиливается без искажений (либо искажения составляют очень малую долю), а с ростом амплитуды выходного сигнала коэффициент нелинейных искажений возрастает. Нелинейность характеристики усилителя зависит от многих факторов (от типа усилительных элементов, от схемотехники усилителя, от глубины и знака обратной связи, которой охвачен усилитель, и т. п.) и может варьироваться в широких пределах. Чаще всего усилитель обладает относительно линейной характеристикой в широком диапазоне амплитуд выходного сигнала, но при превышении некоторого предельного значения выходной каскад выходит из линейного режима, а коэффициент нелинейных искажений начинает резко возрастать. Обычно ручка «Усиление» («Gain») увеличивает коэффициент усиления усилителя, это эквивалентно увеличению амплитуды входного сигнала, что вызывает увеличение искажений. Искажения эти называются нелинейными, так как возникают новые спектральные составляющие в спектре сигнала. Таким образом, если на вход усилителя подать чистый сигнал синусоидальной формы, то на выходе можно получить искажённую синусоиду, обогащенную гармониками.
Описанным способом можно добиться искажения лишь на больших громкостях. Чтобы получить тихий искажённый сигнал, необходимо применять специальные искажающие каскады, передаточная характеристика (зависимость выходного сигнала от входного), которых имеет значительную нелинейность в широком диапазоне амплитуд сигналов.
Как правило, конструкция усилителя включает предусилитель («преамп») и усилитель мощности («мощник», «оконечник»). В связи с этим «перегруз» можно осуществить в двух вариантах: по предусилителю или по усилителю мощности.
Существует большое разнообразие как аналоговых, так и цифровых схем, эмулирующих различные варианты «перегруза» усилителей. Кроме того, некоторые схемы эмулируют даже характерное звучание наиболее известных производителей усилителей.

### Аналоговая эмуляция «перегрузки»
Структурная схема любого «исказителя» включает следующие элементы: первичный усилитель, ограничительный каскад и цепь вторичной обработки сигнала. Первичный усилитель усиливает входной сигнал до 2-5 В. Коэффициент усиления обычно регулируется. В зависимости от модели «исказителя», первичный усилитель может включать (или не включать) в себя обрезные фильтры высоких и низких частот, иметь наклон частотной характеристики в сторону басов со спадом высоких, или иметь подъем в районе 500 Гц. Возможно также применение компрессора совместно с первичным усилителем, для плотного дисторшна. Иногда используют несколько последовательно включенных первичных усилителей.
Далее преобразованный сигнал попадает на ограничительный каскад, который представляет собой встречно-параллельное включение кремниевых диодов между землёй и выходом первичного усилителя. Такое включение диодной пары даёт «жёсткое» ограничение по амплитуде, то есть оригинальный эффект дисторшн. Для получения «мягкого» ограничения по амплитуде или эффекта овердрайв, диодную пару необходимо включить в обратную связь первичного усилителя. Возможно также применение нескольких ограничительных каскадов.
После ограничительного каскада уже искаженный звук поступает в цепь вторичной обработки сигнала. Вторичная обработка — это, главным образом, частотная обработка искаженного сигнала, которую выполняют различные фильтры. Одним из наиболее известных аналоговых эмуляторов перегруза считается устройство SansAmp.

### Цифровая эмуляция «перегрузки»
Первые попытки реализовать дисторшн в полностью цифровом виде предпринимались еще в 90-х годах XX века. Например, первый российский простейший программный дисторшн GuitarFX был выпущен в 1997 г. и работал под Windows 3.1 и Windows 95. GuitarFX v1.0 работал в реальном времени, имел программный ФВЧ, оригинальный динамический эмулятор дисторшн сложного, не клипового  (навеянного аналоговыми патентами Fender[прояснить]) типа, 8-полосный эквалайзер на БПФ и ФНЧ-симулятор динамика. Все алгоритмы были реализованы в 16-битной, оптимизированной и целочисленной арифметике, работали на частоте дискретизации 22 кГц на процессоре Intel 486 и лучше.    
В то же время аппаратно-программные дисторшны Korg Pandora, Zoom, Line 6 и др. получили значительную популярность на рынках Америки и Европы. Прямое исследование алгоритмов цифровой обработки сигнала гитарного процессора Digitech 2000 показало, что уже в этом, относительно старом устройстве, не используется цифровое клипирование. При подаче на вход этого устройства синусоидального сигнала, на выходе получался сложный сигнал со сложным спектральным составом как с четными, так и нечетными гармониками, изменяющийся в зависимости от частоты и амплитуды входного сигнала .             
В целом, первое поколение коммерчески успешных гитарных процессоров делало акцент на точное моделирование статических АЧХ и АХ, симулируемых ламповых усилителей и аналоговых педалей. Звук получался похожим, но без динамики, «напора» и драйва. По одной из гипотез, это объяснялось тем, что в реальных устройствах АХ и АЧХ динамически меняются в зависимости от амплитуды и частотного состава входного сигнала из-за, например, плавания рабочих точек ламп и транзисторов ввиду некоторой асимметрии их характеристик относительно рабочих точек, а также из-за других, малоизученных нелинейных параметрических эффектов. Промежуточное поколение гитарных процессоров использовало для получения качественного дисторшна и перегруза реальные миниатюрные лампы и транзисторно-диодные схемы. Однако было понятно, что это — недешевый компромисс, и цифровое моделирование, рано или поздно, возьмёт своё.       
Второе поколение на основе более мощных процессоров (даже с плавающей точкой), если судить по текстам рекламы в гитарных журналах, приступило к прямому цифровому моделированию всех элементов электрических схем, отвечающих за «перегруз». Дисторшн и перегруз гитарных процессоров зазвучал весьма натурально, зачастую лучше дешевых аналоговых комбоусилителей. Особенно поражал поначалу своим тяжелым, "маршалловским" перегрузом и более или менее натуральным звуком Line 6, первенец данной технологии.  
В настоящее время цифровая эмуляция «перегруза» осуществляется с помощью специальных программ обработки сигналов. Эти программы реализуют проприетарные алгоритмы моделирования реальных аналоговых дисторшнов и ламповых усилителей. Часто существует несколько версий одной и той же программы (алгоритма) под разные аппаратно-программные комплексы, компьютеры с разными операционными системами (ПС, КПК, Apple, iPhone и т.д., ОС Windows, Windows Mobile, Windows Embeded, Linux и др.) Программные реализации (например, у фирмы Line 6) существуют в виде отдельных программ, плагинов DX или VST, и реализаций кодов под специальные процессоры, используемые для загрузки в устройства производства той же Line 6 (гитарные процессоры). 
Анализ рекламных публикаций журнала «Guitar World» за несколько последних лет показывает две тенденции. С одной стороны, появляется много фирм, которые не имеют своей аппаратно-программной платформы и реализуют цифровые дисторшн и перегруз как часть программ и плагинов для создания гитарного звука прямо на компьютере, без аналоговых ламповых усилителей, комбоусилителей, микрофонов, директ боксов и т.д. С другой стороны, сами программы по внешнему виду становятся похожи на ламповые усилители (часто это прямые фото или художественные картинки) и старые педали, превращая компьютер, в какой-то мере, не только в звуковую имитацию лампового усилителя, но и в визуальную. Таким образом, происходит взаимное превращение компьютера в гитарный процессор и гитарного процессора в полноценный компьютер. Последние несколько лет появилась одна очень интересная, но малозаметная тенденция. Известные производители процессоров (например, Analog Devices) выпускают недорогие платы с мощными процессорами, пригодными для ЦОС и с высококачественными АЦП-ЦАП, ОЗУ, ПЗУ, дебаггером и С/ассемблером. Это — фактически готовые гитарные процессоры без софта (Kit) для самостоятельной разработки или загрузки из интернета. С другой стороны, ожидается открытие аппаратуры и проприетарной ОС для сторонних разработчиков ЦОС алгоритмов некоторыми крупными производителями гитарных процессоров, что окончательно превратит их в обычные компьютеры, которые сможет запрограммировать любой желающий на любой, самый безумный алгоритм перегруза.

## Характеристики звучания

### Частотные характеристики
В спектре искажённого сигнала возникает большое количество гармоник. Каждая гармоника представляет собой синусоидальное колебание, с частотой большей и кратной частоте основного тона. Гармоники более высоких порядков находятся уже вне звукового диапазона и имеют малую амплитуду колебаний, поэтому ими можно пренебречь. В соответствии с кратностью, гармоники подразделяют на чётные и нечётные. Чётные гармоники консонируют друг с другом и с основным тоном, тем самым придавая тембру инструмента объём и глубину. Частота, например, третьей гармоники выше частоты основного тона в три раза и соответствует ноте, лежащей от основного тона на расстоянии квинты через октаву. В принципе эту гармонику можно назвать консонирующей основному тону, однако при игре нескольких нот одновременно, она может диссонировать с другим основным тоном и его гармониками. Таким образом, нечётные гармоники более высоких порядков менее музыкальны и создают в звучании «грязь».
Спектр сигнала транзисторных «исказителей» богат именно нечетными гармониками, а музыканты характеризуют подобные устройства неблагозвучным «транзисторным» звучанием. Иной эффект наблюдается у «исказителей» на радиолампах. В спектре их сигнала содержится небольшое количество гармоник (доминируют вторая, третья и четвертая), из-за чего человек воспринимает его как более мягкий звук, или как его часто называют — «ламповый».
Низкие ноты звучат «перегруженнее» высоких. Помимо того факта, что чем толще струна, тем интенсивнее от неё сигнал, и, соответственно, он больше подвержен искажению, играет роль и высота тона. У высоких звуков гармоники будут все сильнее уходить за пределы слышимости, в то время как у низких они находятся в пределах частотного диапазона гитары. Стоит также иметь в виду, что колебания струн не являются чистыми тонами (разве что натуральные флажолеты максимально к ним приближены) и сами по себе богаты гармониками. То есть искажению подвергается сложный сигнал и его гармоники порождают свои дополнительные гармоники. Очевидно, что у звуков, порождаемых толстыми струнами, различимых гармоник больше, и, соответственно, больше порождаемых ими вторичных гармоник.
Также существует такое явление, как интермодуляция: две одновременно звучащие ноты при искажении порождают еще один звук, определяемый разностью их частот. В случае двух нот этот звук находится в гармонии с двумя основными, но три ноты образуют три пары нот и порождают три вторичных звука, вносящих диссонанс.

### Временны́е характеристики
Отличие дисторшена от овердрайва выражено тем, что не имеет значения, с какой силой создается удар по струне. Атака характеризуется определённым уровнем и частотным спектром сигнала. Так, у дисторшна атака фактически не выделяется (по уровню сигнала), в отличие от овердрайва, обладающего высоким уровнем атаки. Частотный спектр дисторшна ровный, атака несколько богаче высокими гармониками по сравнению с фазой сустейна. Сустейн — тянущаяся часть звука. Дисторшн имеет длинный сустейн, часто переходящий в самовозбуждение. Конец сигнала, следующего после сустейна, называют затуханием. После затухания сигнала можно услышать уровень собственных шумов эффекта, гитары и кабеля, или сработает гейт. Уровень собственных шумов эффекта дисторшн, как правило, высок из-за его высокой чувствительности.

### Самовозбуждение сигнала
Вместо затухания сигнала может начаться процесс самовозбуждения, который возникает вследствие электромагнитной, акустической или «полуакустической» обратной связи. В первом случае наведенные электромагнитные поля (от громкоговорителей или любого другого оборудования) улавливаются звуковыми датчиками музыкальных инструментов (в случае электрогитары — это звукосниматели), сигнал от датчиков вновь поступает на громкоговорители, которые вновь излучают электромагнитные сигналы, и процесс повторяется. Частота сигнала самовозбуждения в этом случае не зависит от сыгранной ноты.
Акустическая обратная связь возникает при распространении звуковых колебаний в воздушной среде. Колебания воздушной среды воздействуют на музыкальные инструменты (в случае электрогитары — колебания воспринимают в основном струны), что улавливается звуковыми датчиками, и воспроизводится громкоговорителями. Таким образом происходит самовозбуждение сигнала, частота которого зависит от сыгранной ноты на инструменте. Если колебания воспринимаются корпусом (декой) инструмента, то обратная связь называется «полуакустической».
Акустическая обратная связь используется как прием гитарной игры, так как ею сравнительно легко управлять, и она имеет интересный тембр.

## История
Ранние модели гитарных усилителей были примитивными и низкокачественными, соответственно они обладали врождённым искажением сигнала. К тому же звукосниматели гитар выдавали слабый и некачественный сигнал. Полые полуакустические гитары добавляли в звучание нежелательную обратную связь, которая чрезмерно усиливала басовые частоты. В начале 50-х получили распространение цельнокорпусные электрогитары, которые не страдали так сильно от обратной связи, как их предшественники, следовательно могли звучать громче. Ранние примеры дисторшн-звучания часто были результатами плохого усиления сигнала.
| год       | песня                             | исполнитель                                | комментарий |
| --------- | --------------------------------- | ------------------------------------------ | --- |
| 1951      | «Rocket 88»                       | Kings of Rhythm                            | Гитарист Willie Kizart из группы Kings of Rhythm использовал усилитель, который был поврежден в пути, однако продюсеру Сэму Филлипсу понравилось звучание, и таким образом была сделана одна из самых ранних записей искажённой гитары. Роберт Пальмер написал, что усилитель «упал с крыши автомобиля», и приписал эту информацию Сэму Филлипсу. Однако лидер группы Айк Тёрнер заявил в своём интервью, что усилитель не падал, так как он был в багажнике, а причиной его «плохой» работы, возможно, были дожди, намочившие усилитель. |
| 1951-1952 | Howlin' Wolf's Memphis recordings | гитарист Willie Johnson                    | На записях Howlin' Wolf 1951-1952гг. отмечается преднамеренное использование искажения сигнала гитаристом Willie Johnson, что создавало угрожающий звук, дополняющий вокал Howlin' Wolf. |
| 1955      | «Maybellene»                      | Чак Берри                                  | В самом начале своей карьеры Чак Берри мог позволить себе лишь небольшой ламповый усилитель, обладающий большими нелинейными искажениями. В результате на его первом сингле «Maybellene» можно услышать ламповый овердрайв. На более поздних записях его звук стал намного чище. |
| 1956      | «Train Kept A-Rollin’»            | Johnny Burnette and the Rock and Roll Trio | Во время выступления Johnny Burnette and the Rock and Roll Trio возникли неполадки с ламповым усилителем, позже в прессе появилось сообщение о сумасшедшем новом звуке (этот эпизод был использован в фильме «Назад в будущее»). В результате при записи «The Train Kept A-Rollin'» Burnette использовал тот же самый звук в студии в 1956. |
| 1958      | «Rumble»                          | Линк Рей                                   | . |
| 1962      |                                   | The Beatles                                | На сохранившихся записях выступлений группы The Beatles в гамбургском Star-Club в 1962 году в нескольких песнях отчетливо слышно перегруженно звучащую гитару. Записи сделаны еще до обретения группой широкой известности. Интересно, что группа почему-то долго не использовала дисторшн на своих первых студийных альбомах, параллельно иногда обращаясь к нему на концертах. |
| 1964      | «You Really Got Me»               | The Kinks                                  | Одна из ранних записей с использованием намеренного искажения была сделана группой The Kinks. Гитариста группы очень сильно огорчало звучание его усилителя. Он сделал надрезы на громкоговорителе с помощью лезвия, получив таким образом искажение звучания своей гитары. |

## Влияние
Эффект дисторшн оказал большое влияние на современную технику игры на электрогитаре, сделав необходимым изучение таких приемов как palm muting (приглушение ладонью) и позволил року, исполнявшемуся в 1960-х годах, дать жизнь множеству разновидностей современного тяжелого метала, панк-рока, альтернативного рока, гранжа и т.п. Также появилась необходимость подгонять технику игры для более читаемого звука. Поскольку при игре с перегрузом слишком сильно слышно, как скрипят струны, различного рода удары по корпусу (деке) гитары, появилась и более музыкальная, и продвинутая игра на соло.

## Устройства и программы

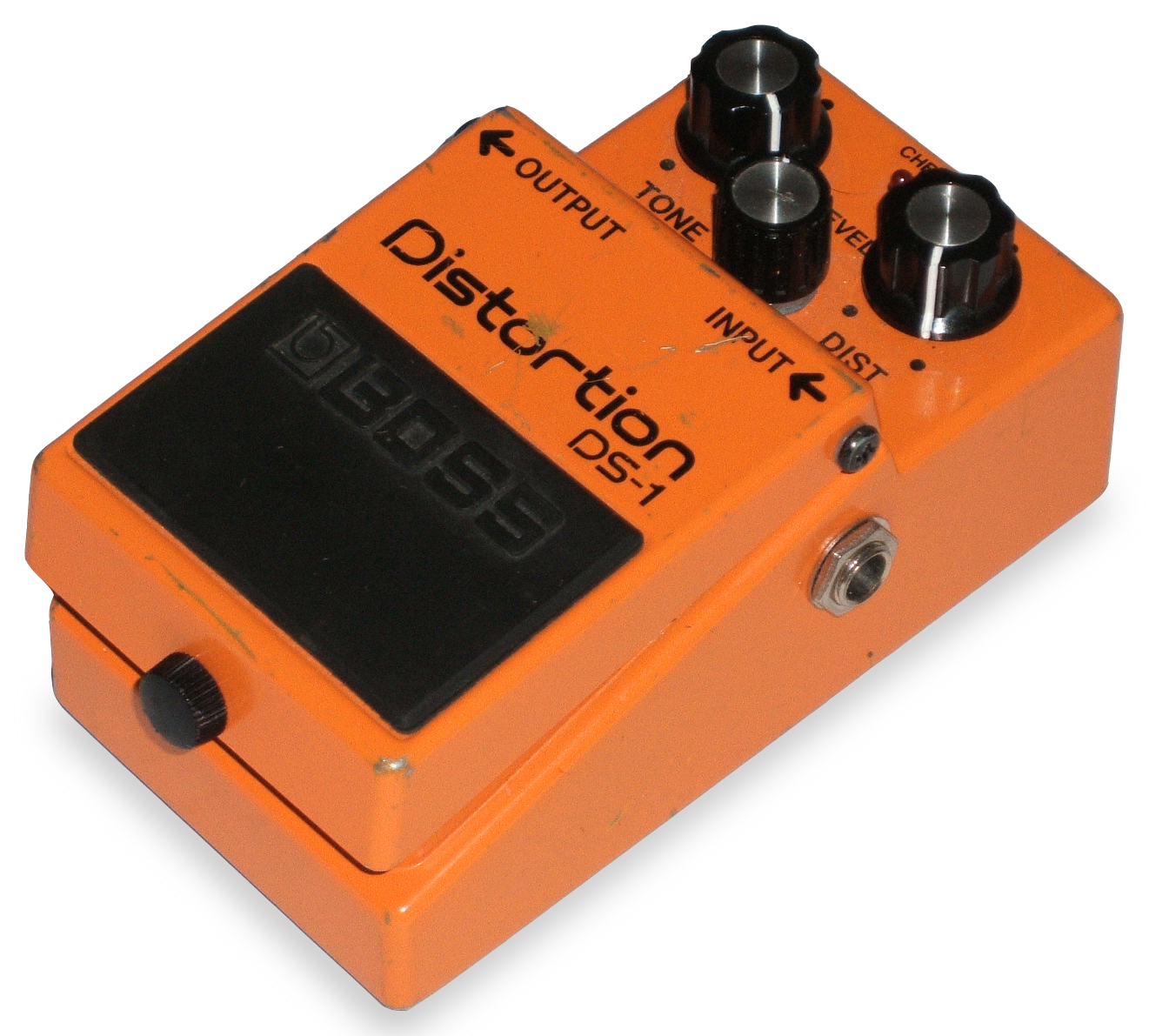
Boss DS-1 Distortion

Гитарные «исказители» могут быть выполнены в виде:
- педали эффектов
  - AMEC Preamp
  - Pro Co RAT[англ.]
  - Boss DS-1 Distortion
  - Boss DS-2 Turbo Distortion
  - Boss MT-2[англ.] MetalZone
  - Marshall Guv’nor
  - Line 6 Dr. Distorto
  - T-Rex Engineering’s Bloody Mary
  - DigiTech Screamin' Blues
  - Danelectro FAB Distortion
  - Yerasov Red Scorpion RS-1
  - AMT British Sound
- рэкового прибора
- как компонент напольного или рэкового цифрового процессора
- как компонент гитарного усилителя (предусилитель, преамп)
  - AMEC KM-201K,KM-202K
  - Yerasov Pterodriver
  - AMT SS-20, SS-11
  - ENGL E-530
  - MESA Boogie Triaxis

«Исказители» также применяются
- при обработке вокала в некоторых стилях метала и экстремальной электроники
- в синтезаторах и семплерах
- в компьютерах в виде программных модулей plug-in